# オプースのピリッポス
オプースのピリッポス（希: Φίλιππος ό Όπούντιος, 英: Philippus of Opus）とは、オプース出身の古代ギリシアの哲学者・数学者。アカデメイアに所属し、プラトンの直弟子の一人。
ディオゲネス・ラエルティオスは『ギリシア哲学者列伝』の中で、プラトンの『法律』の続編である『エピノミス』を書いたのは彼であるという説を紹介している。